# دونالد بوكانان-سميث
دونالد بوكانان-سميث هو سياسي بريطاني، ولد في 8 أبريل 1932 في إدنبرة في المملكة المتحدة، وتوفي في 29 أغسطس 1991. نشط حزبياً في حزب المحافظين.

## مناصب
- في الانتخابات العامة في المملكة المتحدة 1964 [الإنجليزية]‏، انتخب عضو البرلمان الثالث والأربعون للمملكة المتحدة ‏ عن دائرة North Angus and Mearns (UK Parliament constituency) [الإنجليزية]‏ وقد انضم خلال فترته النيابية ‏ (15 أكتوبر 1964 – 10 مارس 1966) للكتلة البرلمانية حزب المحافظين.
- في الانتخابات العامة في المملكة المتحدة 1966 [الإنجليزية]‏، انتخب عضو البرلمان الرابع والأربعون للمملكة المتحدة ‏ عن دائرة North Angus and Mearns (UK Parliament constituency) [الإنجليزية]‏ وقد انضم خلال فترته النيابية ‏ (31 مارس 1966 – 29 مايو 1970) للكتلة البرلمانية حزب المحافظين.
- في الانتخابات العامة في المملكة المتحدة 1970، انتخب عضو البرلمان الخامس والأربعون للمملكة المتحدة  [لغات أخرى]‏ عن دائرة North Angus and Mearns (UK Parliament constituency) [الإنجليزية]‏ وقد انضم خلال فترته النيابية ‏ (18 يونيو 1970 – 8 فبراير 1974) للكتلة البرلمانية حزب المحافظين.
- في الانتخابات العامة في المملكة المتحدة فبراير 1974 [الإنجليزية]‏، انتخب عضو البرلمان السادس والأربعون للمملكة المتحدة  [لغات أخرى]‏ عن دائرة North Angus and Mearns (UK Parliament constituency) [الإنجليزية]‏ وقد انضم خلال فترته النيابية ‏ (28 فبراير 1974 – 20 سبتمبر 1974) للكتلة البرلمانية حزب المحافظين.
- في الانتخابات العامة في المملكة المتحدة أكتوبر 1974 [الإنجليزية]‏، انتخب عضو البرلمان السابع والأربعون للمملكة المتحدة  [لغات أخرى]‏ عن دائرة North Angus and Mearns (UK Parliament constituency) [الإنجليزية]‏ وقد انضم خلال فترته النيابية ‏ (10 أكتوبر 1974 – 7 أبريل 1979) للكتلة البرلمانية حزب المحافظين.
- في الانتخابات العامة للمملكة المتحدة 1979 [الإنجليزية]‏، انتخب عضو البرلمان الثامن والأربعون للمملكة المتحدة  [لغات أخرى]‏ عن دائرة North Angus and Mearns (UK Parliament constituency) [الإنجليزية]‏ وقد انضم خلال فترته النيابية ‏ (3 مايو 1979 – 13 مايو 1983) للكتلة البرلمانية حزب المحافظين.
- في الانتخابات العمومية للمملكة المتحدة 1983 [الإنجليزية]‏، انتخب عضو البرلمان التاسع والأربعون للمملكة المتحدة  [لغات أخرى]‏ عن دائرة Kincardine and Deeside (UK Parliament constituency) [الإنجليزية]‏ وقد انضم خلال فترته النيابية ‏ (9 يونيو 1983 – 18 مايو 1987) للكتلة البرلمانية حزب المحافظين.
- في الانتخابات العمومية للمملكة المتحدة 1987 [الإنجليزية]‏، انتخب عضو البرلمان الخمسون للمملكة المتحدة  [لغات أخرى]‏ عن دائرة Kincardine and Deeside (UK Parliament constituency) [الإنجليزية]‏ وقد انضم خلال فترته النيابية ‏ (11 يونيو 1987 – 29 أغسطس 1991) للكتلة البرلمانية حزب المحافظين.
- انتخب عضو المجلس الخاص بالمملكة المتحدة  [لغات أخرى]‏.
- انتخب وزير ظل الدولة لشؤون اسكتلندا [الإنجليزية]‏ (4 مارس 1974 – 9 ديسمبر 1976).